# Фредерік Лоу
Фредерік Лоу (англ. Frederick Loewe [ˈloʊ]; ім'я при народженні Фрідріх «Фріц» Льове, нім. Friedrich „Fritz“ Löwe; 10 червня 1901, Берлін — 14 лютого 1988, Палм-Спрінгз, Каліфорнія) — американський композитор австро-німецького походження. Його мюзикл «Моя чарівна леді» (1956) увійшов до скарбниці світової музичної культури.

## Життєпис

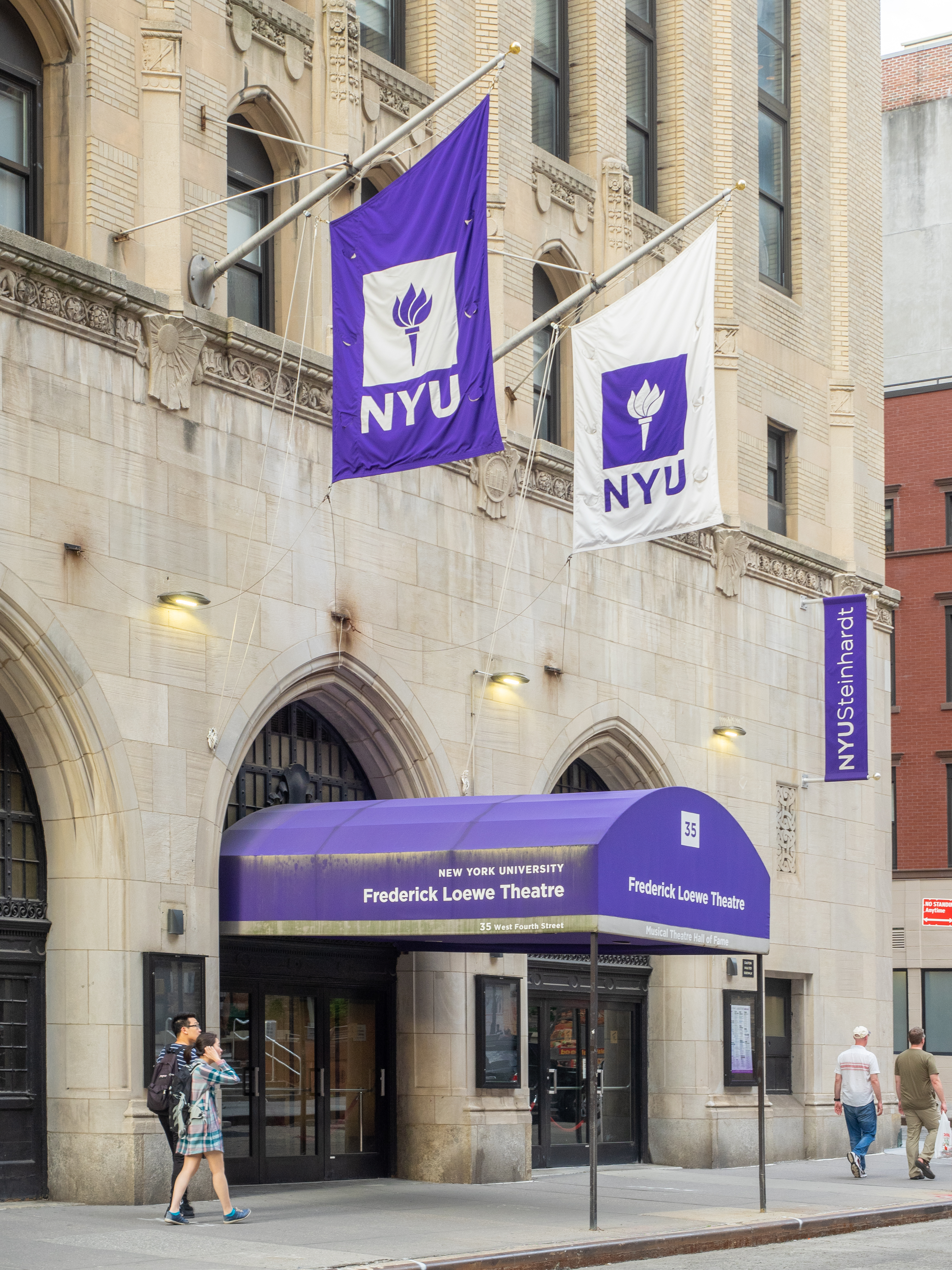
Театр Фредеріка Лоу, що діє при Steinhardt School of Culture (Нью-Йорк)

Фріц Льове народився в елітному передмісті Берліну Шарлотенбург в єврейський мистецькій родині з Відня. Батько - зірка віденьської оперети Едмунд Льове (1870—1923), актор, оперний співак (тенор) та режисер німого кіно. Гастролював з успіхом у Європі, в Північній і в Південній Америці. Мати - Роза Льове (нар. Штагль).
Льове виріс у Берліні і з пʼяти до тринадцяти років відвідува прусську кадетську школу.
В п'ятирічному віці Фріц вже грав на піаніно, в семирічному — писав музику для виступів батька, а в тринадцятирічному віці він став наймолодшим солістом оркестру Берлінської філармонії.
Пятнадцятирічний Фріц Льове написав пісню «Катріна», що відразу стала популярною, а її ноти були розпродані в кількості понад мільйон примірників.
1924 року його батько отримав пропозицію з Нью-Йорку, і Фріц поїхав туди з ним з наміром писати для Бродвею. Оскільки йому зразу не вдалось отримати пропозицій, він перепробував себе в різних інших професіях. Зокрема, він працював тапером, сільськогосподарським робітником, золотошукачем і навіть виступав як боксер.
Врешті-решт він знайшов собі роботу піаніста в німецьких клубах в Йорквіллі (Мангеттен) та в кінотеатрах як акомпаніатор німих фільмів.
1931 року він одружився з Ернестіною Зерлайн. 1957 року вони розлучилися, так і не народивши дітей.
В США композитор взяв собі ім'я Фредерік Лоу.
1942 року він познайомився з Аланом Джеєм Лернером, співробітництво з яким було напрочуд успішним.
1947 року прийшов перший успіх, завдяки мюзиклу «Бригадун», за яким 1954 року був створений фільм «Бригадун». Та справжній його тріумф настав 1956 року завдяки мюзиклу «Моя чарівна леді», за яким в 1964 році був поставлений фільм з Одрі Хепберн в головній ролі, що отримав 8 премій «Оскар». При цьому сам Лоу не висувався по жодній музичній категорії, а приз отримала людина, що переклала музику для фільму. Свій приз Лоу отримав 1959 року за найкращу пісню до фільму «Жіжі» (фільм завоював 9 «Оскарів»). 1975 року Лоу став номінантом за двома категоріями за музику до фільму «Маленький принц».
1972 року Фредерік Лоу був прийнятий до Зали слави піснярів.

## Мюзикли
- 1937: Salute to Spring (mit Crooker)
- 1938: Great Lady' (mit Crooker)
- 1942: Life of the Party (Neufassung von Salute to Spring)
- 1943: What's Up?
- 1945: The Day Before Spring
- 1947: Бригадун (екранізація 1954 року)
- 1951: Золото Каліфорнії (Paint Your Wagon; екранізація 1969 року)
- 1956: Моя чарівна леді (екранізація 1964 року)
- 1958: Жіжі (спочатку фільм, а 1973 року була створена сценічна версія)
- 1960: Camelot (екранізація 1967 року; телеверсія 1982 року)

## Музика до кінофільмів
- 1974: Маленький принц (The Little Prince)

## Ролі в кіно
- Toast of the Town (серіал) (1948—1971) — грає самого себе

## Нагороди та премії
- Оскар, 1975 рік — номінації: найкраща пісня, найкраща музична адаптація («Маленький принц»)
- Оскар, 1959 рік — переможець: найкраща пісня («Жіжі»)
- Золотий глобус, 1975 рік — переможець: найкращий саундтрек («Маленький принц»); номінації: найкраща пісня («Маленький принц»)
- Золотий глобус, 1968 рік — переможець: найкраща пісня, найкращий саундтрек («Камелот»)